# Burg Yonago
Die Burg Yonago (japanisch 米子城, Yonago-jō) befindet sich in der Stadt Yonago in der Präfektur Tottori, Japan. In der Edo-Zeit war die Burg zuletzt eine Nebenresidenz der Burgherren von Tottori, also der Ikeda (Tozama-Daimyō).

## Burgherren in der Edo-Zeit
- Ab 1600 ein Zweig der Nakamura mit einem Einkommen von 175000 Koku,
- ab 1610 ein Zweig der Katō mit 165000 Koku.
- Ab 1618 wurde die Burg Nebenresidenz der Burg Tottori (Ikeda).

## Geschichte
Um das Jahr 1591 begann Furukawa Hiroie (古川 広家; 1561–1620) auf einem Hügel am Meer eine Burg zu errichten, die er mit einem vierstöckigen Burgturm (天守閣, Tenshukaku) versah. Bevor er die Burg fertigstellen konnte, wurde er nach der Schlacht von Sekigahara im Jahr 1600 nach Iwakuni in der Provinz Suō versetzt. Neuer Burgherr wurde Nakamura Kazutada (中村 一忠; 1590–1609). Da dieser sich noch im Kindesalter befand, übernahm der Hausälteste, Yokohama Naizen (横山 内膳), den weiteren Ausbau der Burg, der 1601 beendet werden konnte.
1610 wurde Katō Sasayasu (加藤貞泰; 1580–1623) Burgherr. Er wurde jedoch bereits 1617 nach Ōzu in der Provinz Iyo versetzt. Ein Jahr später fiel die Burg an die Inaba-Ikeda, dann 1633 mit dem Tausch der Gebiete mit den Bizen-Ikeda an Letztere. 1639 wurde kein Burgherr, sondern die Arao (荒尾氏) als Verwalter der Burg eingesetzt. Nach 1868 fiel dann die Burg an den neuen Staat und wurde aufgegeben. So sind heute nur noch die Fundamente der Zugänge, der Mauern und der Türme zu sehen.

## Die Anlage

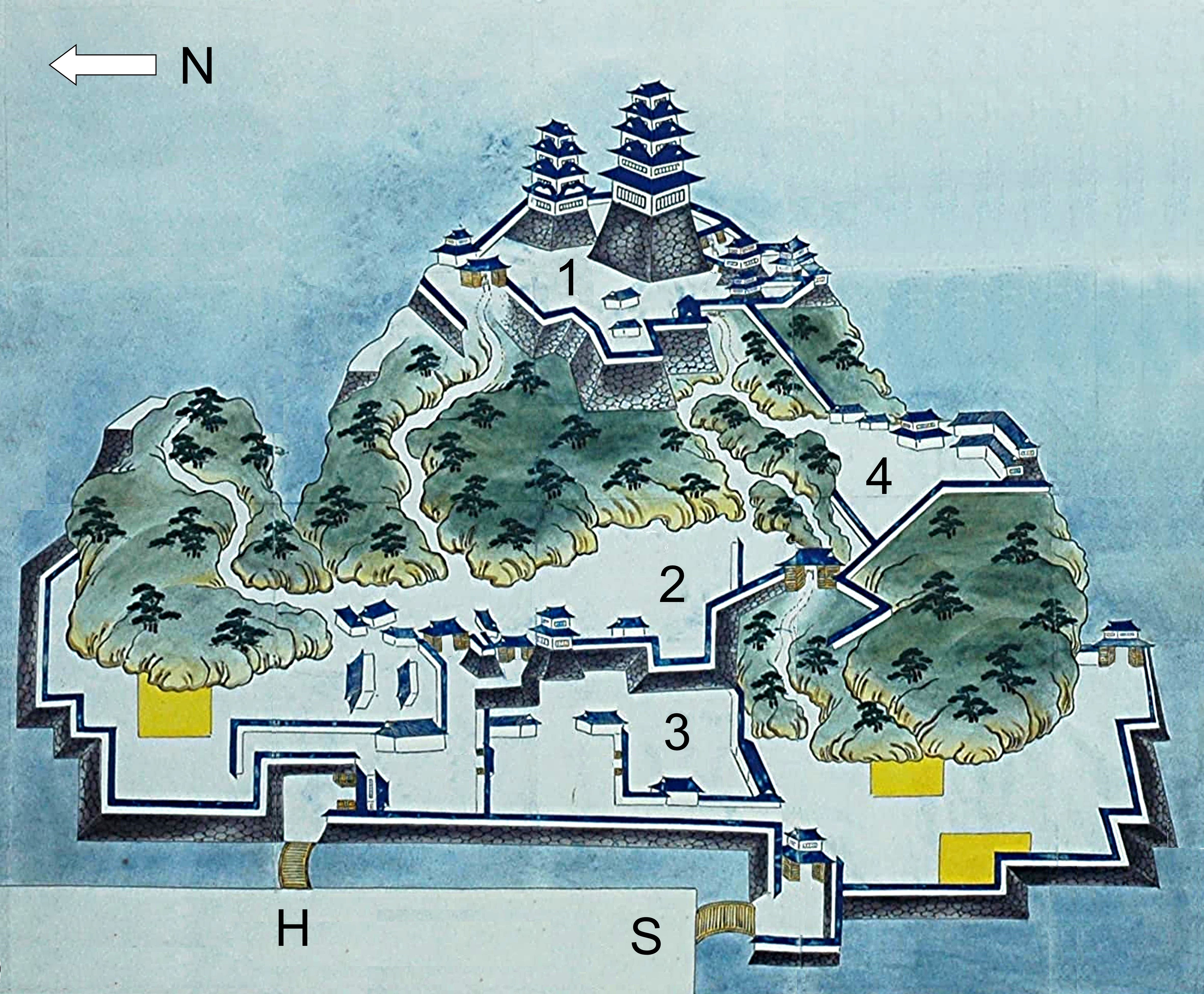
Burg Yonago, s. Text

Die Burg, auf dem 90 m hohen Minatoyama (湊山) am Meer gelegen, wird im Südwesten von einer Anhöhe und im Norden vom Iiyama (飯山) flankiert. Auf der Landseite im Westen wird die Burg durch einen Burggraben geschützt.
Man betritt die Burg von Westen her über den Burggraben durch das Haupttor (山門, Sanmon; H im Plan) oder durch das Südtor (南門, Nanmon; S), ebenfalls über den Burggraben. Als erstes gelangt man auf dieser unteren Ebene zu den Speichergebäuden für Reis und für anderen Lebensbedarf (gelb im Plan). Durch weitere Tore kommt man in den 3. Burgbereich (三の丸, San-no-maru; 3). Gebäude sind in der eingefügten Ansicht nicht eingezeichnet, aber hier dürften die Wohnungen der engsten Mitarbeiter des Burgherrn gelegen haben. Darüber liegt auf der zweiten Ebene der 2. Burgbereich (二の丸, Ni-no-maru; 2). Hier dürften die Residenz gelegen haben, die ebenfalls nicht im Plan eingezeichnet ist.
Dann geht es auf zwei  steilen Wegen hinauf zum Hauptburgbereich (本丸, Honmaru; 1), wobei auf halber Höhe im Südwesten die Befestigungsanlage zum  Naizen-maru (内膳丸; 4) hin erstreckt. Der Zentralbereich ganz oben wird durch mächtige Mauern, einen Burgturm (天守閣, Tenshukaku) und einen zweiten Turm geschützt.

## Bilder

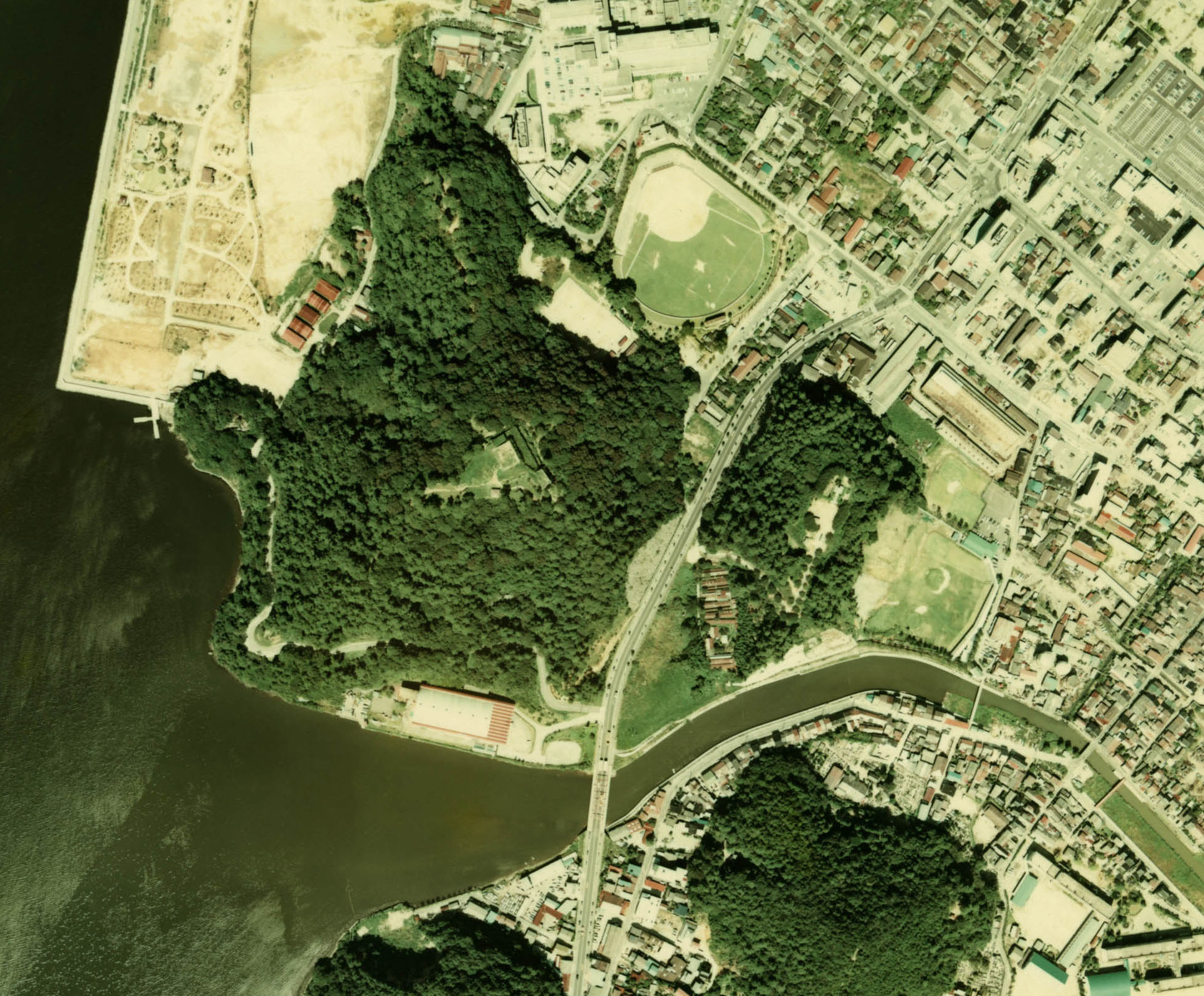
Luftaufnahme der Burg (1976)
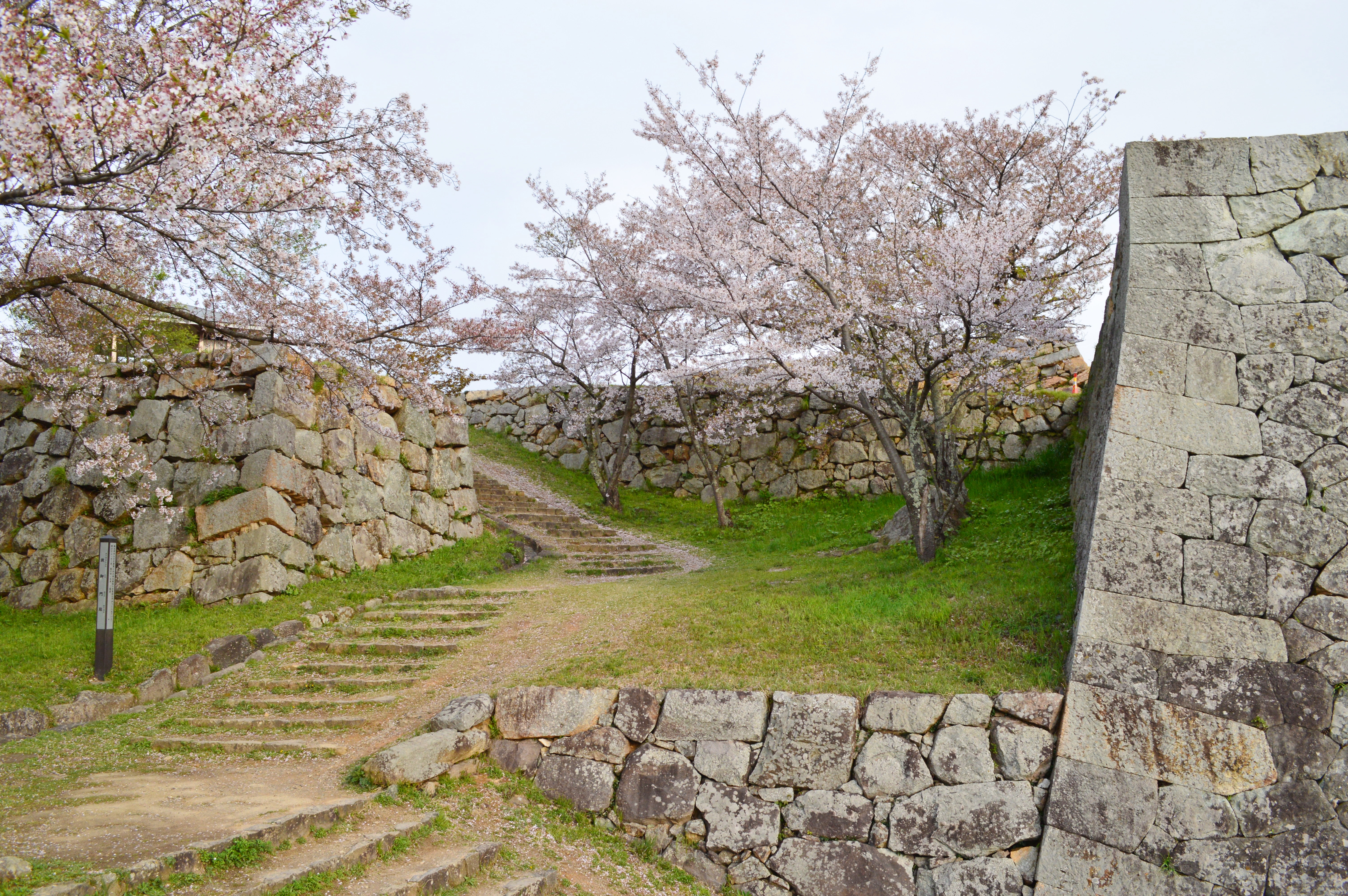
Reste eines Tores
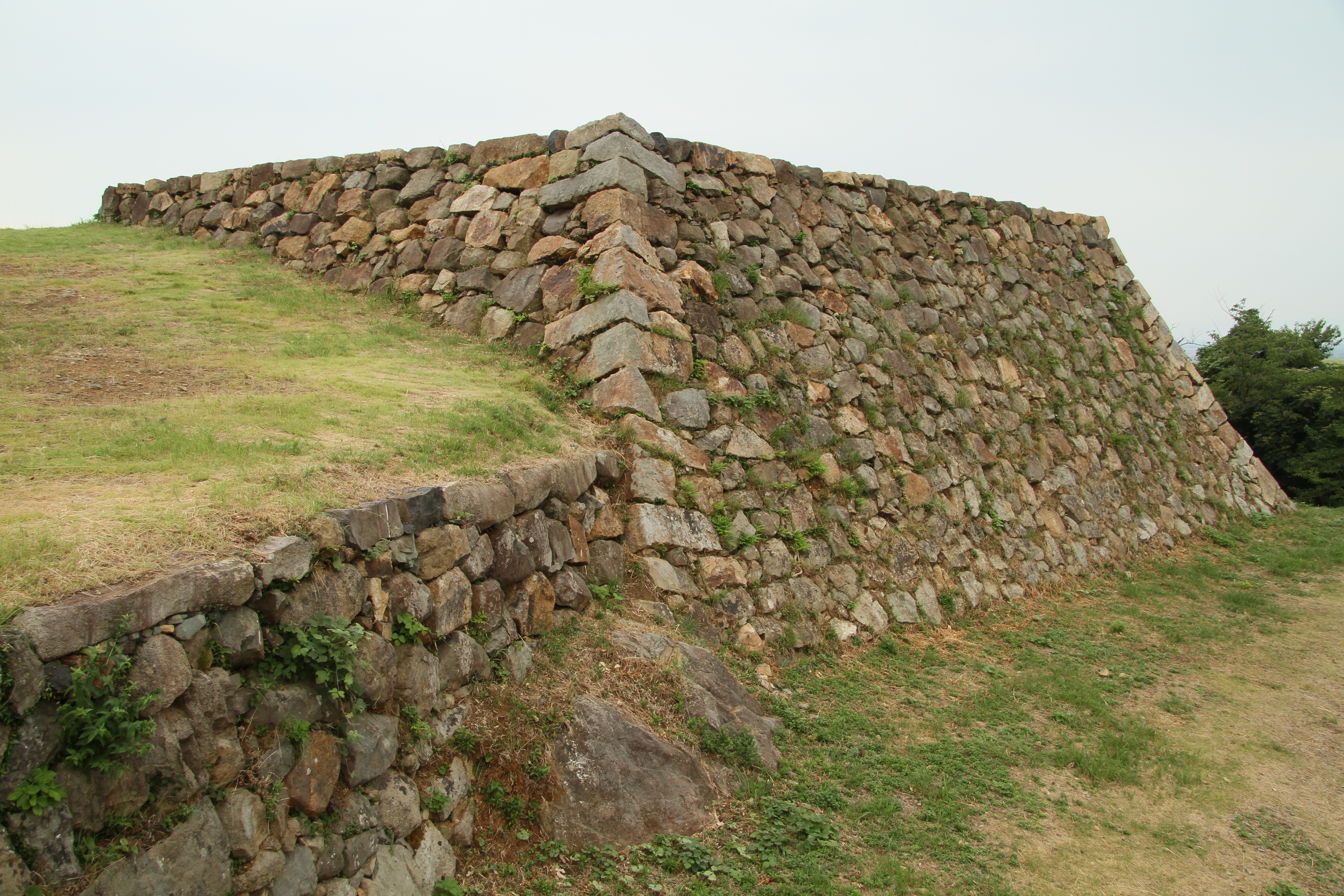
Basis des Burgturms
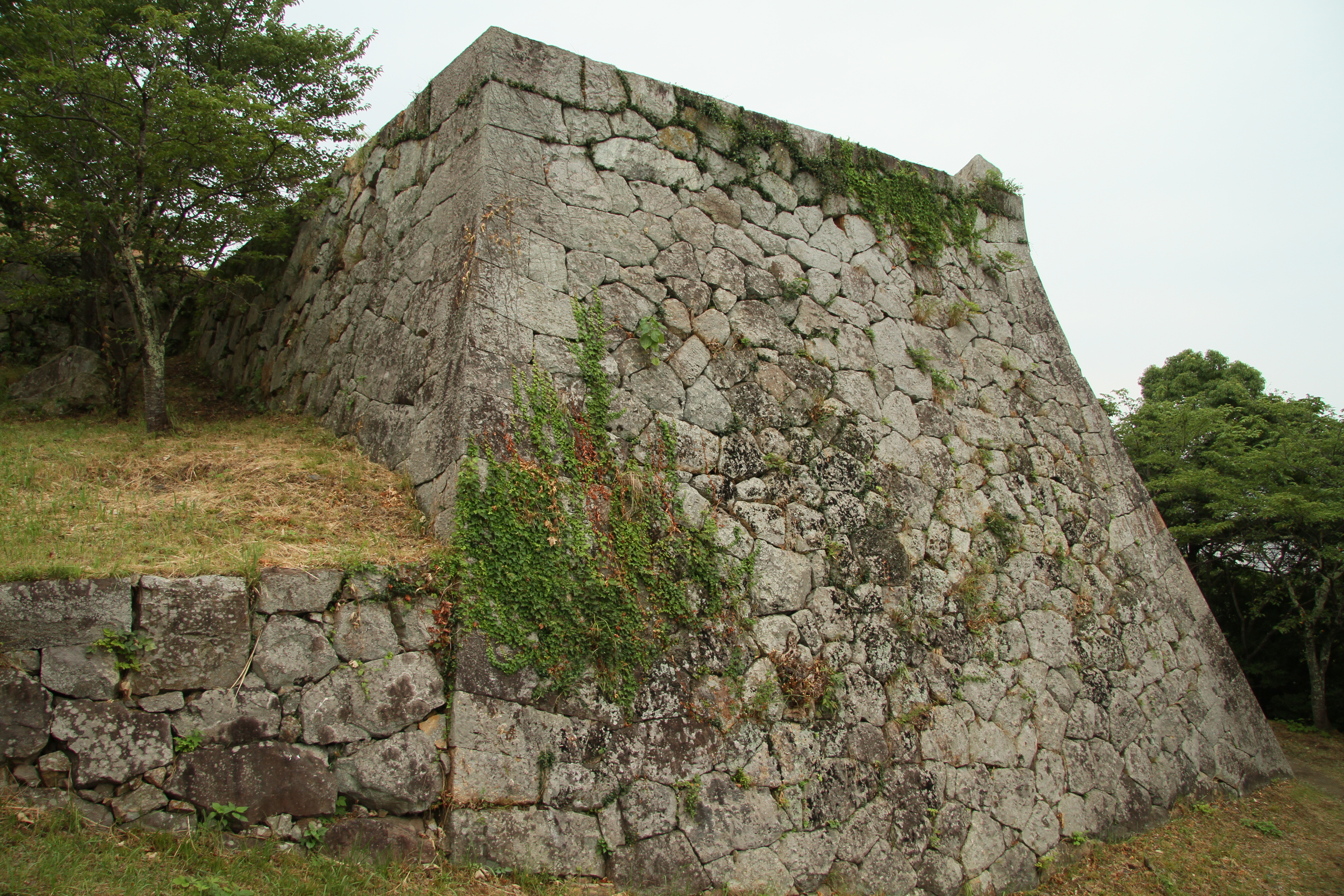
Basis des Nebenturms
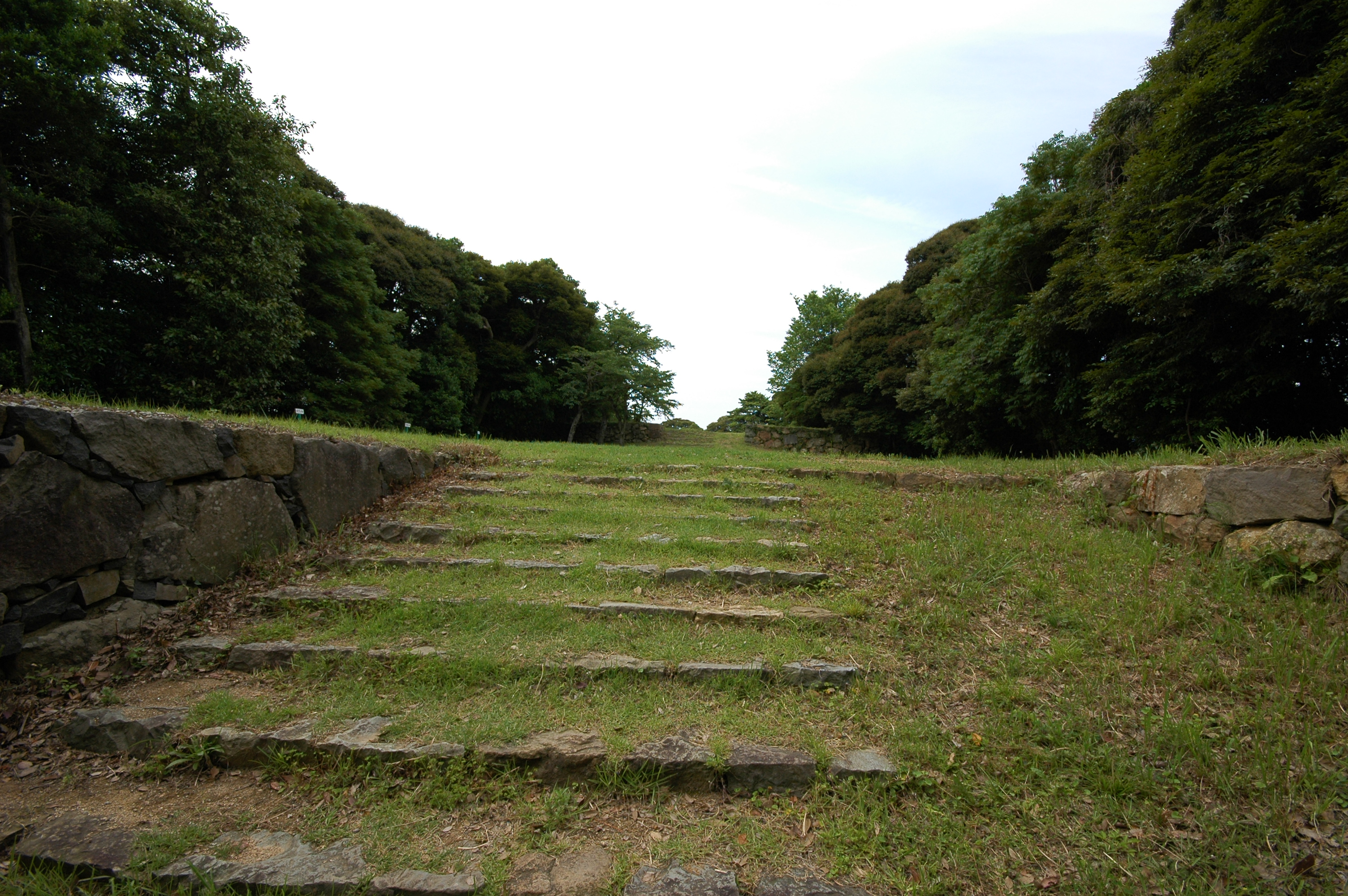
Reste des Naizen-Maru
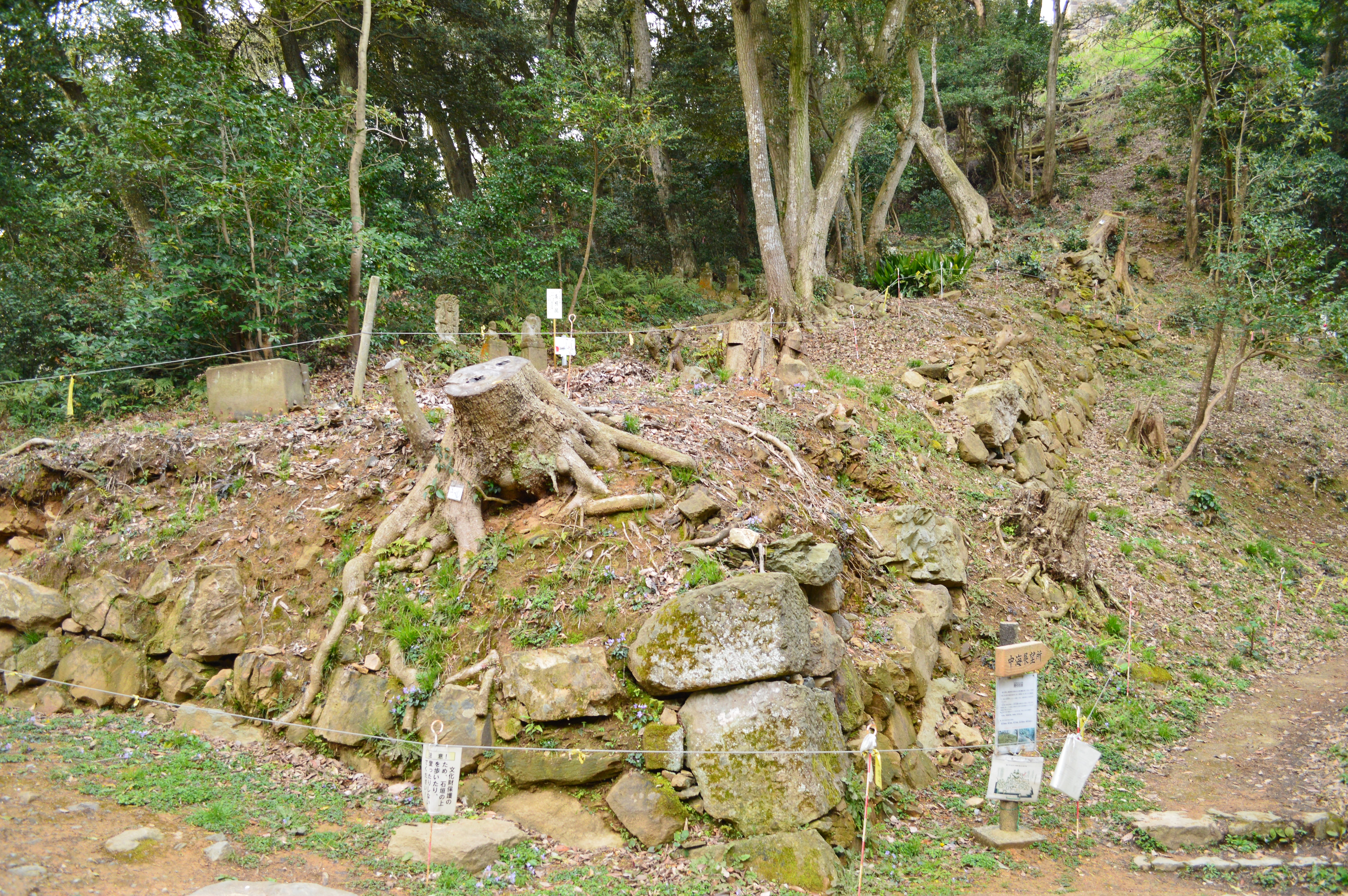
Reste von Burgmauern